# Grady Chapman
Grady Chapman (* 1. Oktober 1929 in Greenville, South Carolina; † 4. Januar 2011 in Los Angeles, Kalifornien) war ein US-amerikanischer Sänger. Er wurde vor allem bekannt als Leadsänger der Doo-Wop-Gruppe The Robins (einer Vorläufergruppe von The Coasters).

## Leben
Chapman wuchs in Greenville auf und schloss sich 1952 der Vokalgruppe The Robins an. Er sang dort gemeinsam mit Bobby Nunn, Billy Richards, Roy Richards, Ty Terrell und später auch Carl Gardner. The Robins veröffentlichten unter anderem Singles auf RCA Records und auf Sparks, dem Label von Leiber/Stoller. 1955 wandelten Leiber und Stoller Teile von The Robins in The Coasters um. Chapman war nicht dabei. 1958 schrieb Chapman Sweet Pea (Class Records #232) für das Duo Bob & Earl. Chapman wurde später Mitglied in dem Coasters-Ableger The Coasters Mark II, bei dem auch Bobby Nunn, Bobby Sheen und Billy Richards, Jr sangen. 1977 sang Chapman zusammen mit Billy Guy und Jerome Evans bei Paid the Price von Michelle Phillips, auf deren Album Victim of Romance. Chapman trat außerdem zwischen den 1990ern und 2000 als Ersatz für Carl Gardner bei The Coasters auf. Mit verschiedenen Mitgliedern trat er bis zu seinem Tod als Grady Chapman & The Robins auf. Am 4. Januar 2011 verstarb er an Herzversagen.

## Diskografie (Auswahl)

### Singles
- 1955: I Need You So/Don’t Blooper (Money #204) (als Grady Chapman and the Suedes)
- 1957: My Love Will Never Change/Smiling Gondolier (Zephyr #016)
- 1958: Say You Will Be Mine/Starlight, Starbright (Knight #2003)
- 1959: Garden of Memories/Tell Me That You Care (Imperial #5591)
- 1959: Come Away/Let’s Talk About Us (Imperial #5611)
- 1960: Sweet Thing/I Know What I Want (Mercury #71632)
- 1960: Ambush/My Life Would Be Worth Living (Mercury #71698)
- 1961: I’ll Never Question Your Love/This, That, ‘n the Other (Mercury #71771)
- 1961: Roly Poly/(B-Seite unbekannt) (Arwin)[3]

## Gastauftritte
- 2006 trat er in der Episode Joey and the Party for Alex der Fernsehserie Joey auf
- Sein Robins-Titel Since I First Met You (1957) wurde in Pulp Fiction und American Strays verwendet
- Out of the Picture (1956) wurde in einem Hewlett-Packard-Werbespot verwendet